# Piotr Fogler
Piotr Stanisław Fogler (ur. 22 grudnia 1953 w Legionowie) – polski polityk, samorządowiec i przedsiębiorca, poseł na Sejm I kadencji.

## Życiorys
Ukończył studia na Wydziale Filozofii Akademii Teologii Katolickiej w Warszawie (1979) oraz na Wydziale Dziennikarstwa i Nauk Politycznych Uniwersytetu Warszawskiego (1983). Od początku lat 90. pracuje na kierowniczych stanowiskach w spółkach prawa handlowego.
Od 1990 do 1993 był przewodniczącym sejmiku samorządowego województwa warszawskiego. Pełnił funkcję posła I kadencji z ramienia Unii Demokratycznej. W 1992 umieszczony został na tzw. liście Macierewicza jako tajny współpracownik SB. W tym samym roku razem z m.in. Aleksandrem Hallem zakładał Partię Konserwatywną. W wyborach parlamentarnych w 1993 bez powodzenia ubiegał się o reelekcję z listy Katolickiego Komitetu Wyborczego „Ojczyzna”. Od 1994 do 1998 był radnym gminy Warszawa-Centrum z ramienia komitetu Unia Wolności i Samorządności. W 1997 wstąpił do Unii Wolności, gdy powstałe na bazie PK Stronnictwo Konserwatywno-Ludowe przystąpiło do AWS.
W latach 1998–2006 zasiadał w sejmiku mazowieckim (od 2002 jako przewodniczący). Od listopada 2000 do grudnia 2002 sprawował funkcję burmistrza stołecznej dzielnicy Śródmieście. Od 2001 działał w Platformie Obywatelskiej. Uchodził za jednego z najbliższych współpracowników Pawła Piskorskiego. W maju 2006 został usunięty z PO. W listopadzie 2014 bez powodzenia kandydował do sejmiku mazowieckiego z ramienia Polskiego Stronnictwa Ludowego.
Mąż Marty Fogler.

## Odznaczenia i wyróżnienia
Odznaczony Złotym Krzyżem Zasługi (2005), medalem „Pro Masovia” oraz Odznaką Honorową za Zasługi dla Samorządu Terytorialnego (2015).